# 게조촌 (도야마현)
게조촌(下条村)은 도야마현 나카니카와군에 있던 촌이다.

## 역사
- 1889년 4월 1일 - 정촌제 시행에 의해 가미니카와군 게조촌이 성립하였다.
- 1897년 4월 1일 - 군 개편에 의해 가미니카와군에서 분립해 나카니카와군이 성립하여 나카니카와군에 소속되었다.
- 1940년 11월 15일-  나카니카와군 히가시미즈하시정, 니시미즈하시정, 게조촌과 합병해, 미즈하시정이 성립하였다.

## 참고문헌
- 『市町村名変遷辞典』東京堂出版、1990年。